# بيرثا فاليريوس
أورورا فاليريا ألبرتينا فاليريوس (بالسويدية: Bertha Valerius)‏ ، والمعروفة باسم بيرثا (21 يناير 1824 ، ستوكهولم - 24 مارس 1895 ، ستوكهولم) ، مصورة ورسامة سويدية.

## السيرة الشخصية
بيرثا فاليريوس هي أبنة كل من المستشار Johan David Valerius [الإنجليزية] ، عضو الأكاديمية السويدية ، وكريستينا أورورا إنجل. أختها هي المغنية والرسام البارونة أديلايد ليوسين .
عام 1849انضمت إلى الأكاديمية الملكية السويدية للفنون الجميلة وحصلت على منحة للدراسة في دوسلدورف ودريسدن وباريس . بعد عودتها، مارست مهنة رسم الصور. في عامي 1853 و 1856 ، شاركت في معارض في الأكاديمية. في وقت لاحق، أتيحت لها الفرصة لمرافقة أختها، مغنية الأوبرا، كريستينا نيلسون إلى باريس، كمديرة أعمالها. وأثناء إقامتها الثانية في باريس، نمى لديها الاهتمام بالتصوير الفوتوغرافي. و عليه ولدى عودتها في عام 1862، فتحت استوديوها الخاص في ستوكهولم، وسرعان ما أصبحت واحدة من أبرز مصوري ستوكهولم.
في عام 1864 ، تم تعيينها رسامة الصور الرسمية في الديوان الملكي وأصدرت 120 بطاقة للعائلة الملكية. عام 1866 حصلت على دبلوم فخرية من معرض Kungsträdgården . و في الفترة ما بين 1868 إلى 1872، كان استوديوها يدار في فندق دي لا كرويكس في نورمالم . إلا أنها وفي عام 1880 ، أغلقت الاستوديو، فرغت نفسها لرسم الصور الشخصية.

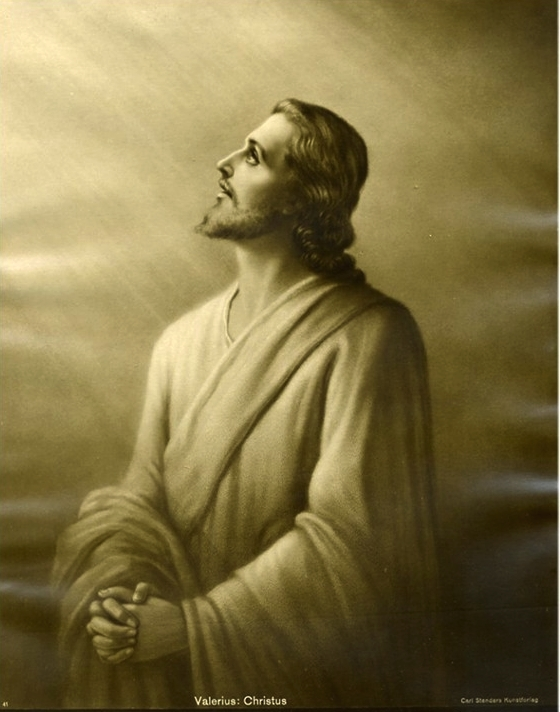
رسمها المشهور و المتداول للسيد المسيح

إحدى أعمالها الأكثر شعبية، هي صورة تظهر المسيح كملتمس.
ساهمت في العديد من المناسبات الخيرية، ورغم أنها ليست ثرية، ألا أنها كانت قد تبرعت بأكثر من 150.000 كرون للمحتاجين خلال مسيرتها المهنية.
يمكن الاطلاع على أعمالها في الأكاديمية الملكية ومكتبة جامعة أوبسالا وأكاديمية العلوم.